# Eddie Guerrero
Eduardo Gory Guerrero Llanes (ur. 9 października 1967 w El Paso Teksas, zm. 13 listopada 2005 w Minneapolis, Minnesota) – amerykański wrestler meksykańskiego pochodzenia, bardziej znany jako Eddie Guerrero. Członek wielopokoleniowej rodziny meksykańsko-amerykańskich wrestlerów - Guerrero. Zdobywca wielu tytułów mistrzowskich w federacjach World Wrestling Entertainment (WWE) oraz World Championship Wrestling (WCW). Szósty w kolejności Grand Slam Champion oraz jedenasty Triple Crown Champion w federacji WWE. Członek galerii sław WWE Hall of Fame, wprowadzony do tej loży pośmiertnie w 2006.

## Wczesne życie
Uczęszczał do szkoły średniej Jefferson High School w teksaskim El Paso, a następnie studiował na University of New Mexico oraz New Mexico Highlands University gdzie pobierał stypendium sportowe (ang. athletic scholarship) trenując zapasy uczelniane (ang. collegiate wrestling). Po ukończeniu studiów podjął działalność w biznesie wrestlingu wchodząc w promocje prowadzone przez jego ojca Gory’ego Guerrero i organizowane w hali El Paso County Coliseum - wtedy też prowadził pierwsze w karierze nieoficjalne walki ze swoim bratankiem Chavo w antraktach gal swojego ojca Gory’ego.

## Kariera w wrestlingu

### Wczesne występy – Asistencia Asesoría y Administración, Extreme Championship Wrestling oraz New Japan Pro-Wrestling (1986 – 1995; 1996)
Oficjalnie jako zawodowiec zadebiutował w 1986. W 1989 pojawił się jako jobber w World Championship Wrestling, a następnie zaliczał występy w meksykańskiej promocji Consejo Mundial de Lucha Libre (CMLL) jako zamaskowany luchador Mascara Magica - Guerrero nabył też prawa autorskie do tego gimmicku. Od 1992 zaczął występować dla Asistencia Asesoría y Administración (AAA) w tag teamie z El Hijo del Santo jako kontynuacja drużyny La Pareja Atómica, którą stanowił jego ojciec Gory z legendą lucha libre - El Santo. Później prowadził rywalizację z El Hijo del Santo oraz założył nowy tag team z Artem Barrem pod nazwą La Pareja del Terror. W 1995 zadebiutował w Extreme Championship Wrestling (ECW) prowadzonej przez Paula Heymana i od razu w debiucie sięgnął po tytuł ECW World Television Championship pokonując 2 Cold Scorpio. W ECW rywalizował też z Deanem Malenko.
Od 1992 do 1996 zaliczał występy dla New Japan Pro Wrestling (NJPW) gdzie odgrywał drugą inkarnację Black Tigera (Black Tiger II). W 1996 wygrał w tej promocji turniej Best of the Super Juniors.

### World Championship Wrestling (1995 – 2000)
Guerrero ponownie zadebiutował w World Championship Wrestling pod koniec 1995 wraz z Deanem Malenko i Chrisem Benoit. Jego pierwszą galą w WCW była World War 3 (1995). Prowadził rywalizację z Rickiem Flairem i Diamond Dallas Page’em oraz wszedł w walki o tytuł United States Heavyweight Championship zdobywając mistrzostwo na gali Starrcade (1996) pod koniec grudnia 1996 po pokonaniu w finale turnieju Diamond Dallas Page’a. Na gali Uncensored (1997) w marcu 1997 stracił tytuł na rzecz Deana Malenko. Po utracie tego pasa skupił się na rywalizacji z Chrisem Jericho o kolejne mistrzostwo - Cruiserweight Championship, które zdobył na gali Fall Brawl '97: War Games we wrześniu 1997, by następnie stracić je na rzecz Reya Mysterio na październikowej gali Halloween Havoc (1997). W listopadzie 1997 podczas jednego z odcinków Nitro ponownie odebrał tytuł od Reya Mysterio.
Od marca 1998 prowadził rywalizację z Bookerem T, a jego pomocnikiem został Chavo Guerrero Jr. W tym samym czasie ze względu na uzyskanie popularności wśród widzów Guerrero zaczął formować swoją własną stajnię pod nazwą Latino World Order (LWO), która miała być odpowiedzią na sformowaną stajnię heelów przez Erica Bischoffa o nazwie New World Order. Wrestlerzy (meksykańscy zawodnicy występujący w WCW) skupieni w Latino World Order pod przewodnictwem Eddiego Guerrero zaczęli domagać się od Bischoffa większego szacunku oraz bookowania ich do walk o tytuły mistrzowskie i na największe gale WCW. Storyline z Latino World Order prowadzony był do Nowego Roku 1999 kiedy to Guerrero został wycofany z telewizji z powodu wypadku samochodowego, w którym uczestniczył. Do telewizji powrócił pod koniec maja 1999 w jednym z odcinków Nitro, formując stajnię Filthy Animals z Reyem Mysterio i Konnanem.
Po tym jak Vince Russo został zwolniony ze stanowiska głównego bookera federacji WCW, Guerrero również poprosił oficjeli federacji o rozwiązanie kontraktu i tym samym w dniu 19 stycznia 2000 opuścił WCW, podpisując jednocześnie umowę z World Wrestling Federation (WWF) wraz z Chrisem Benoit, Perrym Saturnem i Deanem Malenko.

### World Wrestling Federation oraz występy dla innych promocji (2000 – 2002)
Eddie Guerrero zadebiutował w federacji World Wrestling Federation (WWF) wraz z Chrisem Benoit, Deanem Malenko i Perrym Saturnem jako stajnia The Radicalz w dniu 31 stycznia 2000 podczas jednego z odcinków Raw is War interweniując przeciwko The New Age Outlaws. Podczas tego debiutu walcząc w tag teamie u boku Perry’ego Saturna przeciwko The New Age Outlaws (Road Dogg i Billy Gunn) Guerrero wykonał skok frog splash, a upadając zwichnął łokieć przez co został odsunięty na kilka tygodni z występów ze względu na tę kontuzję. Pierwotnie, zgodnie ze scenariuszem starcia, Saturn i Guerrero mieli wygrać walkę, jednak po doznaniu kontuzji Guerrero spanikował i nakazał Road Doggowi przypiąć go z miejsca, zmieniając tym samym pierwotny scenariusz walki. Po kilku „walkach kwalifikacyjnych” (ang. tryout matches) The Radicalz dołączyli do Triple H’a i jego stajni D-Generation X stając się antagonistami kolejnych wydarzeń w WWF.
W marcu 2000 Guerrero występował jako antagonista oraz zaczął objawiać swoje zainteresowanie Chyną, którą określał mianem Mamacita - przybrał również swoje własne hasło gimmickowe I Lie! I Cheat! I Steal! (ang. Kłamię!, Oszukuję!, Kradnę!), co było nawiązaniem do stereotypów związanych z mniejszością latynoską w Stanach Zjednoczonych widzianą w oczach Amerykanów jako złodziei, oszustów i gangsterów. Podczas jednej z walk Chyna pomogła wygrać Eddiemu walkę z Chrisem Jericho, opisując swoje zachowanie tym, że nie mogła oprzeć się jego wizerunkowi Latino Heat (ang. Latynoski skwar). Następnie Guerrero i Chyna zaczęli występować w mieszanych walkach tag teamowych prowadząc rywalizację z Litą i Essa Riosem. Na początku września 2000 podczas jednego z odcinków Raw is War, Guerrero sięgnął po swój pierwszy tytuł w WWF jakim było mistrzostwo WWF Intercontinental Championship. Po zdobyciu tytułu jego relacje z Chyną zaczęły się pogarszać, a sam Guerrero zaczął być zazdrosny o Chynę (w kayfabe), która pozowała wtedy dla magazynu Playboy. W kolejnych tygodniach The Radicalz zaczęli prowadzić feud z D-Generation X. Na początku 2001 rozpoczął rywalizację z Testem o tytuł WWF European Championship. W maju 2001 został wycofany z występów w telewizji ze względu na przymusowy odwyk tracąc tym samym występy w storyline’ie znanym pod nazwą „Inwazja”. WWF by wytłumaczyć zniknięcie Eddiego Guerrero z telewizji nakreśliło scenariusz z kontuzją zawodnika odniesioną w walce z Albertem. Na początku listopada 2001 został aresztowany za prowadzenie samochodu pod wpływem alkoholu co spowodowało rozwiązanie jego kontraktu z WWF.
Po rozwiązaniu umowy z WWF, Guerrero rozpoczął występy w promocjach niezależnych. Pojawił się na galach Ring of Honor (ROH) oraz World Wrestling All-Stars (WWA) gdzie prowadził rywalizację z CM Punkiem. W marcu 2002 występował krótko w New Japan Pro-Wrestling, gdzie był członkiem stajni Team 2000.

### Powrót do WWF/WWE i pośmiertne uhonorowania (2002 – 2005; 2006; 2023)
Guerrero powrócił do WWF w dniu 1 kwietnia 2002 podczas jednego z odcinków Raw, atakując Roba Van Dama i prowadząc z nim rywalizację, w której zdobył po raz drugi mistrzostwo interkontynentalne na gali Backlash (2002). Po powrocie Chrisa Benoit do WWE, Guerrero założył z nim drużynę i zaczął rywalizację z Rickiem Flairem. W sierpniu 2002 został draftowany na SmackDown i rywalizował z Edge’em. W tym samym czasie Benoit skupił się na rywalizowaniu z Kurtem Angle przez co Guerrero założył nową drużynę z Chavo o nazwie Los Guerreros. Drużyna ta przyjęła w liczbie mnogiej („My”) wcześniejsze hasło Eddiego - We Lie! We Cheat! We Steal!.
Na gali Survivor Series (2002) Los Guerreros pokonali drużyny Edge i Rey Mysterio oraz Kurt Angle i Chris Benoit w triple threat matchu, zdobywając mistrzostwo WWE Tag Team Championship. W lutym 2003 stracili tytuły na rzecz Team Angle (Charlie Haas i Shelton Benjamin). Tuż przed galą Judgment Day (2003) Guerrero założył tag team z Tajirim ze względu na kontuzję Chavo - wraz z Tajirim po raz drugi sięgnął po tytuły tag teamowe WWE Tag Team Championship. W lipcu 2003 na gali Vengeance (2003) pokonał Chrisa Benoit o mistrzostwo WWE United States Championship. Podczas odcinka SmackDown! z 18 września 2003 Los Guerreros po raz kolejny sięgnęli po tytuły tag teamów pokonując Sheltona Benjamina i Charliego Haasa - to wydarzenie uczyniło Eddiego Guerrero podwójnym mistrzem, gdyż w tym samym czasie był posiadaczem mistrzostwa Stanów Zjednoczonych. Następnie utracił tytuł WWE United States Championship na rzecz Big Showa, a później tytuł tag teamowy na rzecz Basham Brothers i rozpoczął rywalizację z Chavo.
Rok 2004 stał się przełomowy dla Guerrero ze względu na przejście do walk o główne mistrzostwo federacji - WWE Championship. Pod koniec stycznia 2004 rozpoczął feud z Brockiem Lesnarem, który wtedy panował nad mistrzostwem WWE oraz Kurtem Angle, który podobnie jak on był pretendentem do mistrzostwa utrzymywanego przez Lesnara. W lutym 2002 pokonał na gali No Way Out (2004) Lesnara odbierając mu główne mistrzostwo. Najważniejszym wydarzeniem w karierze Guerrero była gala WrestleMania XX, podczas której obronił WWE Championship, pokonując Kurta Angle. Pod koniec tej gali Eddie Guerrero i Chris Benoit jako jeden z jego przyjaciół poza wrestlingowym kayfabe świętowali w ringu posiadanie zdobytych przez siebie mistrzostw.
W kolejnych miesiącach Guerrero rywalizował z Johnem "Bradshaw" Layfieldem, z którym stoczył krwawy pojedynek na majowej gali Judgment Day (2004). Podczas tej walki Guerrero otrzymał uderzenie krzesłem na głowę, po którym zaczął obficie krwawić. Później wyjaśniono, że uderzenie krzesłem rozcięło jedną z żył na głowie Guerrero a po walce zakulisowy producent WWE Bruce Prichard przekonał Eddiego do udania się do szpitala w celu zaszycia rozcięcia na głowie. W połowie lipca 2004 przegrał tytuł WWE Championship na rzecz JBL-a podczas jednego z odcinków SmackDown - w tej walce interweniował zamaskowany luchador El Gran Luchadore, którym potem okazał się Kurt Angle, i z którym następnie prowadził feud.
Na lutowej gali No Way Out (2005) wraz z Reyem Mysterio sięgnęli po tytuł WWE Tag Team Championship pokonując The Basham Brothers. Był to ostatni tytuł mistrzowski jaki w swojej karierze zdobył Eddie Guerrero. Na gali WrestleMania 21 Guerrero wyzwał Reya Mysterio do walki jeden na jednego (ang. singles match). Walkę przegrał i kontynuował rywalizację z Reyem Mysterio. Obaj stracili też tytuły tag teamowe na rzecz MNM (Johnny Nitro i Joey Mercury). Do storyline’u związanego z rywalizacją Mysterio i Guerrero włączono również postać Dominika, którego nakreślono w wrestlingowym kayfabe jako syna Eddiego, a nie Reya Mysterio. Po zakończeniu feudu z Reyem Mysterio, Guerrero wszedł w storyline z Batistą, którego określał jako przyjaciela, a następnie zawalczył z nim na gali No Mercy (2005) - był to ostatni występ w pay-per-view Eddiego Guerrero tuż przed jego śmiercią. W dniu 11 listopada 2005 po raz ostatni pojawił się w telewizji podczas odcinka SmackDown. W planach przymierzano go również do zdobycia tytułu World Heavyweight Championship.
W dniu 1 kwietnia 2006 został pośmiertnie wprowadzony do galerii sław WWE Hall of Fame przez Chavo Guerrero Jr., Chrisa Benoit i Reya Mysterio. W 2023 jego osobę wprowadzono pośmiertnie do galerii sław El Paso Athletic Hall of Fame.

### Tytuły i osiągnięcia

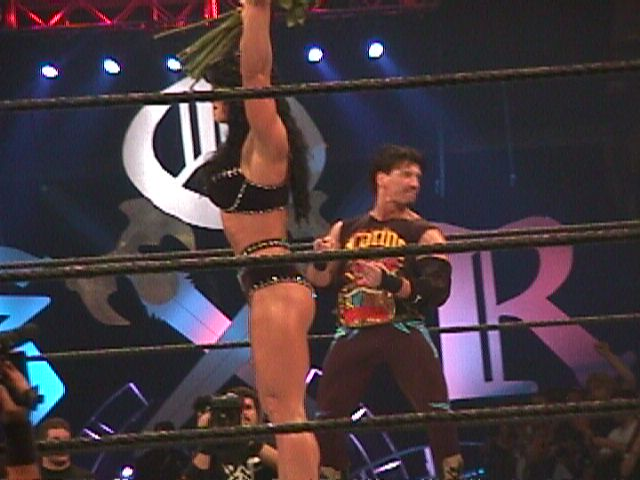
Eddie Guerrero występujący u boku Chyny w czerwcu 2000.

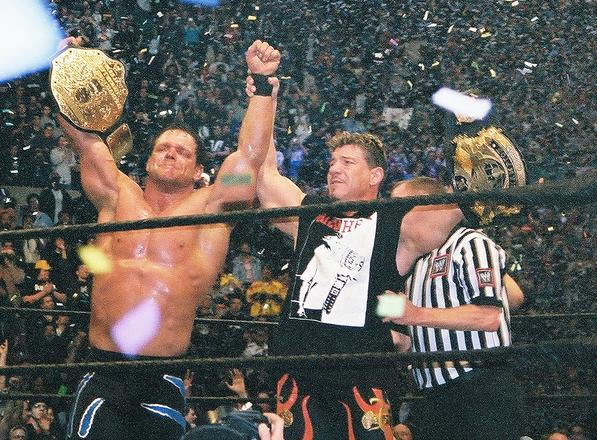
Eddie Guerrero świętujący wraz ze swoim przyjacielem Chrisem Benoit posiadanie najważniejszych tytułów mistrzowskich w WWE (WWE Championship i World Heavyweight Championship) po gali WrestleMania XX.

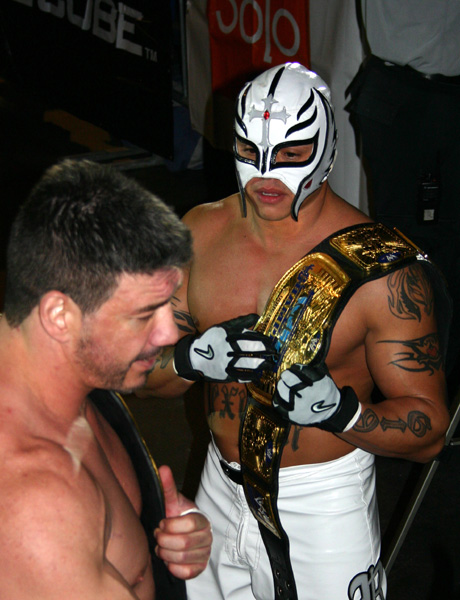
Eddie Guerrero i Rey Mysterio jako posiadacze tytułu WWE Tag Team Championship.

- Asistencia Asesoría y Administración
  - AAA World Tag Team Championship (1 raz) – z Artem Barrem
  - AAA Hall of Fame (wprowadzony w 2008)
- Cauliflower Alley Club
  - Men's Wrestling Award (2008) jako część The Wrestling Guerreros
- Extreme Championship Wrestling
  - ECW World Television Championship (2 razy)
- Hardcore Hall of Fame
  - Wprowadzony w 2015
- Independent Wrestling Association Mid-South
  - IWA Mid-South Heavyweight Championship (1 raz)
- Latin American Wrestling Association
  - LAWA Heavyweight Championship (1 raz)
- New Japan Pro-Wrestling
  - Best of the Super Juniors III (1996)
  - Junior Heavyweight Super Grade Tag League (1996) – z The Great Sasuke
- Pro Wrestling Federation
  - PWF World Tag Team Championship (1 raz) – z Héctorem Guerrero
- Pro Wrestling Illustrated
  - Powrót roku (1999)
  - Najbardziej inspirujący zawodnik roku (2002, 2004)
  - Nagroda życia (2005)
  - Sklasyfikowany na 2. miejscu wśród 500 najlepszych wrestlerów w zestawieniu PWI 500 w 2004
  - Sklasyfikowany na 81. miejscu wśród 500 najlepszych wrestlerów w zestawieniu "PWI Years" w 2003
  - Sklasyfikowany na 18. miejscu wśród 100 najlepszych tag teamów w zestawieniu "PWI Years" z Artem Barrem w 2003
- World Championship Wrestling
  - WCW Cruiserweight Championship (2 razy)
  - WCW United States Heavyweight Championship (1 raz)
  - WCW United States Championship Tournament (1996)
  - Battlebowl Championship Ring (1996)
  - World Cup Of Wrestling (1995) - z Randym Savage’em, Lexem Lugerem, Johnnym B. Baddem, Stingiem, Chrisem Benoit i Alexem Wrightem
- World Wrestling All-Stars
  - WWA International Cruiserweight Championship (1 raz)
- World Wrestling Association
  - WWA Trios Championship (1 raz) – z Chavo Guerrero Sr. i Mando Guerrero
  - WWA World Welterweight Championship (1 raz)
- World Wrestling Federation/World Wrestling Entertainment
  - WWE Championship (1 raz)
  - WWF European Championship (2 razy)
  - WWE United States Championship (1 raz)
  - WWF/WWE Intercontinental Championship (2 razy)
  - WWE Tag Team Championship (4 razy) – z Chavo Guerrero Jr. (2 razy), Tajirim (1 raz) oraz Reyem Mysterio (1 raz)
  - WWE Hall of Fame (wprowadzony w 2006)
  - WWE United States Championship Tournament (2003)
  - Zwycięzca 15-man SmackDown! Royal Rumble (2004)
  - Jedenasty Triple Crown Champion
  - Szósty Grand Slam Champion
- Wrestling Observer Newsletter[45]
  - Najlepszy podczas wywiadów (2005)
  - Najlepszy feud (1994) Los Gringos Locos vs AAA
  - Najlepszy feud (1995) vs Dean Malenko
  - Najbardziej charyzmatyczny (2004, 2005)
  - Najlepszy tag team (1994) z Artem Barrem jako drużyna La Pareja del Terror (Los Gringos Locos)
  - Najlepszy tag team (2002) z Chavo Guerrero Jr. jako Los Guerreros
  - Wrestling Observer Newsletter Hall of Fame (wprowadzony w 2006)

### Rekord w Luchas de Apuestas
| Zwycięzca (stawka)                  | Przegrany (stawka)                | Lokalizacja              | Gala                    | Data                 | Uwagi |
| ----------------------------------- | --------------------------------- | ------------------------ | ----------------------- | -------------------- | ----- |
| Eddie Guerrero (włosy)              | Ari Romero (włosy)                | Ciudad Juárez, Chihuahua | Gala na żywo            | 1987                 |       |
| Eddie Guerrero (włosy)              | Negro Casas (włosy)               | Ciudad Juárez, Chihuahua | Gala na żywo            | N/A                  |       |
| El Hijo del Santo i Octagón (maski) | Eddie Guerrero i Art Barr (włosy) | Los Angeles, Kalifornia  | AAA When Worlds Collide | 6 listopada 1994     |       |
| Rey Misterio Jr. (maska)            | Eddie Guerrero (mistrzostwo)      | Las Vegas, Nevada        | Halloween Havoc         | 26 października 1997 |       |
| Eddie Guerrero (włosy)              | Chavo Guerrero Jr. (włosy)        | San Diego, Kalifornia    | Bash at the Beach       | 12 lipca 1998        |       |

### Inne media
Pojawił się w jednym z odcinków programu rozrywkowego Mad TV wraz z Big Showem, Trish Stratus i Chrisem Jericho. Na temat jego kariery w wrestlingu wydano kilka filmów dokumentalnych - m.in. Cheating Death, Stealing Life: The Eddie Guerrero Story z 2004 oraz Viva La Raza: The Legacy of Eddie Guerrero z 2008 roku. Wraz z Chavo Guerrero nagrał motyw muzyczny pt. We Lie, We Cheat, We Steal, który stał się piosenką wyjściową dla jego i Chavo (tag teamu o nazwie Los Guerreros). Utwór znalazł się na składance muzycznej pt. WWE Originals wydanej w 2004.
Jego postać pojawiła się w serii gier komputerowych traktujących o wrestlingu. Poniższa lista przedstawia wszystkie gry komputerowe, w których wystąpiła jego postać:

|  | Kolorem oznaczono gry komputerowe, w których postać Eddiego Guerrero pojawiła się po jego śmierci. |

| 1997 | WCW vs. the World                            | Debiut postaci w grze komputerowej             |  |      |                             |                                                           |
| 1997 | WCW vs. nWo: World Tour                      |                                                |  |      |                             |                                                           |
| 1997 | Virtual Pro Wrestling 64                     | Wydana tylko na terenie Japonii                |  |      |                             |                                                           |
| 1998 | WCW Nitro                                    |                                                |  |      |                             |                                                           |
| 1998 | Shin Nippon Pro Wrestling: Toukon Retsuden 3 | Wydana tylko na terenie Japonii                |  |      |                             |                                                           |
| 1998 | WCW/nWo Revenge                              |                                                |  |      |                             |                                                           |
| 1999 | WCW/nWo Thunder                              | Zawodnik do odblokowania w trakcie rozgrywki   |  |      |                             |                                                           |
| 1999 | WCW Mayhem                                   | Ostatni występ w grze komputerowej od WCW      |  |      |                             |                                                           |
| 2000 | WWF No Mercy                                 | Debiut w serii gier komputerowych od WWF/WWE   |  |      |                             |                                                           |
| 2000 | WWF SmackDown! 2: Know Your Role             |                                                |  |      |                             |                                                           |
| 2001 | WWF Betrayal                                 |                                                |  |      |                             |                                                           |
| 2001 | With Authority!                              | Gra online                                     |  |      |                             |                                                           |
| 2001 | WWF Road to WrestleMania                     |                                                |  |      |                             |                                                           |
| 2001 | WWF SmackDown! Just Bring It                 |                                                |  |      |                             |                                                           |
| 2002 | WWF Raw                                      |                                                |  |      |                             |                                                           |
| 2002 | WWE WrestleMania X8                          |                                                |  |      |                             |                                                           |
| 2002 | WWE Road to WrestleMania X8                  |                                                |  |      |                             |                                                           |
| 2002 | WWE SmackDown! Shut Your Mouth               |                                                |  |      |                             |                                                           |
| 2002 | Legends of Wrestling II                      |                                                |  |      |                             |                                                           |
| 2003 | WWE Crush Hour                               |                                                |  |      |                             |                                                           |
| 2003 | WWE WrestleMania XIX                         |                                                |  |      |                             |                                                           |
| 2003 | WWE Raw 2                                    |                                                |  |      |                             |                                                           |
| 2003 | WWE SmackDown! Here Comes the Pain           |                                                |  |      |                             |                                                           |
| 2004 | Showdown: Legends of Wrestling               |                                                |  |      |                             |                                                           |
| 2004 | WWE Day of Reckoning                         |                                                |  |      |                             |                                                           |
| 2004 | WWE Survivor Series                          | Zawodnik na okładce gry                        |  |      |                             |                                                           |
| 2004 | WWE SmackDown! vs. Raw                       |                                                |  |      |                             |                                                           |
| 2005 | WWE WrestleMania 21                          |                                                |  |      |                             |                                                           |
| 2005 | WWE Aftershock                               | Zawodnik na okładce gry (wersja PAL)           |  |      |                             |                                                           |
| 2005 | WWE Day of Reckoning 2                       |                                                |  | 2005 | WWE SmackDown! vs. Raw 2006 | Ostatnia gra komputerowa wydana za życia Eddiego Guerrero |
| 2006 | WWE SmackDown vs. Raw 2007                   | Legendarny wrestler                            |  |      |                             |                                                           |
| 2007 | WWE SmackDown vs. Raw 2008                   | Tylko w wersji PSP Legendarny wrestler         |  |      |                             |                                                           |
| 2011 | WWE All-Stars                                |                                                |  |      |                             |                                                           |
| 2011 | WWE ’12                                      | Legendarny wrestler                            |  |      |                             |                                                           |
| 2012 | WWE WrestleFest                              |                                                |  |      |                             |                                                           |
| 2012 | WWE ’13                                      | Legendarny wrestler                            |  |      |                             |                                                           |
| 2013 | WWE 2K14                                     | Legendarny wrestler                            |  |      |                             |                                                           |
| 2014 | WWE SuperCard                                |                                                |  |      |                             |                                                           |
| 2016 | WWE 2K17                                     | Zawodnik do odblokowania poprzez walutę w grze |  |      |                             |                                                           |
| 2017 | WWE 2K18                                     | Zawodnik do odblokowania poprzez walutę w grze |  |      |                             |                                                           |
| 2018 | WWE 2K19                                     | Zawodnik do odblokowania poprzez walutę w grze |  |      |                             |                                                           |
| 2019 | WWE 2K20                                     | Zawodnik do odblokowania poprzez walutę w grze |  |      |                             |                                                           |
| 2020 | WWE 2K Battlegrounds                         |                                                |  |      |                             |                                                           |
| 2022 | WWE 2K22                                     |                                                |  |      |                             |                                                           |
| 2023 | WWE 2K23                                     |                                                |  |      |                             |                                                           |

## Życie osobiste, śmierć oraz spuścizna i styl w wrestlingu
Jego ojcem był Gory Guerrero - legenda wrestlingu i głowa rodziny amerykańsko-meksykańskich zawodowych zapaśników - Rodziny Guerrero. Jego bratanek - Chavo Guerrero Jr. zdobył renomę jako wrestler w federacji World Wrestling Entertainment (WWE) występując pod swoim imieniem i nazwiskiem.
W 1990 poślubił Vickie Guerrero, która również związana jest z biznesem zawodowych zapasów. Wraz z żoną doczekał się dwóch córek - jedna z nich - Shaul Marie Guerrero również została wrestlerką i występuje pod pseudonimem Raquel Diaz. Wśród swoich najbliższych przyjaciół wymieniał Chrisa Benoit, Kurta Angle, Deana Malenko, Reya Mysterio, Chrisa Jericho, JBL-a i Dave’a Batistę. Określił również siebie nowonarodzonym chrześcijaninem.
Eddie Guerrero zmarł 13 listopada 2005. Został znaleziony w pokoju hotelowym wieżowca Minneapolis Marriott City Center Hotel w Minneapolis przez swojego bratanka Chavo. W 2020 Chavo Guerrero wystąpił w jednym z odcinków serii dokumentalnej Dark Side of the Ring gdzie wyjaśnił, że Eddie stracił przytomność w łazience pokoju hotelowego. Eddie Guerrero został uznany za zmarłego po przybyciu karetki na miejsce zdarzenia. Miał 38 lat. Sekcja zwłok wykazała, że Guerrero zmarł w wyniku ostrej niewydolności serca spowodowanej miażdżycową chorobą sercowo-naczyniową. Został pochowany na cmentarzu Green Acres Memorial Park w Scottsdale w Arizonie.
Odcinki WWE Raw z 14 listopada 2005 i WWE SmackDown! z 18 listopada 2005 zostały wyemitowane jako hołdy dla Eddiego Guerrero. Podczas jednej z walk Chavo wykonał finisher Eddiego - frog splash. Podczas odcinka Raw z 14 listopada 2005 Vince McMahon przemówił na żywo wspominając karierę Eddiego - wykonano także 10 uderzeń w gong jako pożegnanie dla zmarłego zapaśnika. Również inne federacje wrestlingu takie jak Total Nonstop Action Wrestling (TNA) czy Ring of Honor (ROH) złożyły hołd Guerrero. 
Podobnie jak Owena Harta - Eddiego Guerrero uważano za jednego z najlepszych performerów w wrestlingowym ringu. W jednej z ankiet przeprowadzonych przez WWE, Eddie Guerrero zajął 11. miejsce wśród największych zawodowych zapaśników wszech czasów. Ric Flair wskazał Guerrero jako jednego ze swoich 10 najlepszych przeciwników, a Chris Jericho określił go jako najlepszego wrestlingowego performera na świecie. Kurt Angle nazwał Guerrero drugim największym zawodowym zapaśnikiem wszech czasów za Shawnem Michaelsem.
Jego problemy z uzależnieniem od alkoholu oraz środków przeciwbólowych były kilkukrotnie wcielane do wrestlingowych storyline’ow i kayfabe. Po śmierci swojego przyjaciela Arta Barra, Guerrero zaczął używać manewru frog splash jako swojej akcji kończącej walkę. Zwykł również wykonywać trzy sekwencyjne suplesy (w wariancie rolling non-release suplex), które nazwane zostały mianem Three Amigos i były jego manewrami sygnaturowymi podczas walk.